# Portugués estremeño

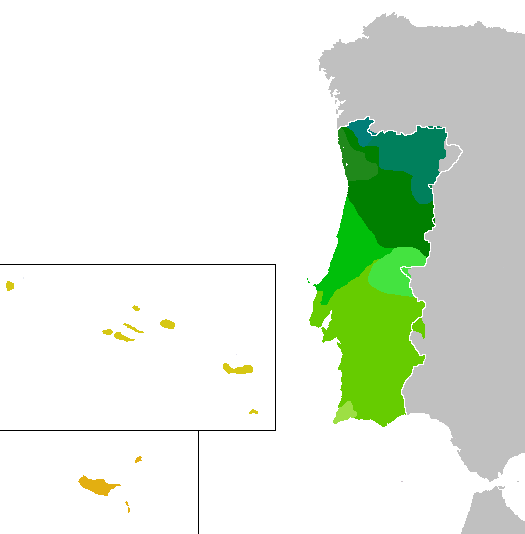
Dialectos de Portugal.

El portugués estremeño es un dialecto del portugués europeo hablado en Estremadura y parte de Beira Litoral. Forma parte de los dialectos centro-meridionales.
Dentro de este dialecto se encuentra la variedad de Lisboa, a partir de la cual se creó el estándar de la lengua portuguesa de Europa.